# 小早川春平
小早川 春平（こばやかわ はるひら）は、南北朝時代から室町時代の武将。沼田小早川氏の当主。

## 生涯
沼田小早川氏は元弘の乱で鎌倉幕府方として戦ったため、早くから足利尊氏に従った分家・竹原小早川家に後塵を拝していた。
春平は足利将軍家への接近を図り、本家惣領権限の強化及び、小早川氏一族の結束をめざした。
応永4年（1397年）には、従来の氏寺であった巨真寺とは別に、臨済宗の僧・愚中周及（佛徳大通禅師）を迎え、佛通寺を創建した。この佛通寺建立には、竹原小早川家を含むほとんどの小早川氏庶流家が参加している。

## 関連史料
- 東京帝国大学文学部史料編纂所編『大日本古文書』 家わけ十一ノ二：小早川家文書之1-2、東京帝国大学、1927年。 NCID BN04860811。OCLC 834195954。全国書誌番号:73018529。NDLJP:1908801